# Cryptosepalum
Cryptosepalum là một chi thực vật có hoa trong họ Đậu.